# Henry Bonvallet
Pour les articles homonymes, voir Bonvallet.
Henry Eugène Emmanuel Bonvallet, né le 3 décembre 1882 à Paris et mort dans la même ville le 4 novembre 1951, est un acteur français.

## Biographie
Il est déjà artiste dramatique avant son incorporation pour le service militaire de 1903 à 1905.
Mobilisé comme sergent d'infanterie en août 1914, Henry Bonvallet est rapidement promu sous-lieutenant puis lieutenant de réserve dès septembre 1914. Décoré de la Croix de guerre en mai 1916, il est porté disparu au Bois de la Caillette le 1er juin 1916 lors de la bataille de Verdun. Prisonnier de guerre en Allemagne, il est rapatrié le 27 novembre 1918. Détaché au service du théâtre aux armées fin janvier 1919, il est rendu à la vie civile en mars suivant.

## Filmographie

### Acteur
- 1914 : La Belle Limonadière d'Albert Capellani
- 1927 : Napoléon d'Abel Gance
- 1932 : Mélo de Paul Czinner
- 1932 : Conduisez-moi Madame de Herbert Selpin : M. Dorman
- 1932 : Stupéfiants de Kurt Gerron et Roger Le Bon : le commissaire
- 1934 : La Banque Némo de Marguerite Viel : Vauquelin
- 1934 : L'Homme mystérieux de Maurice Tourneur : le procureur
- 1935 : Le Domino vert de Henri Decoin
- 1935 : Pasteur de Sacha Guitry : Sadi Carnot
- 1935 : Un homme de trop à bord de Gerhard Lamprecht et Roger Le Bon
- 1936 : Une gueule en or de Pierre Colombier : le créancier
- 1937 : Aloha, le chant des îles de Léon Mathot
- 1937 : Un déjeuner de soleil de Marcel Cravenne : Maître Baron
- 1938 : Alerte en Méditerranée de Léo Joannon
- 1940 : Le Collier de chanvre de Léon Mathot
- 1943 : Après l'orage de Pierre-Jean Ducis
- 1944 : Béatrice devant le désir de Jean de Marguenat : le docteur Lemonsquier
- 1944 : Cécile est morte de Maurice Tourneur : le juge d'instruction
- 1945 : Documents secrets de Léo Joannon

### Assistant réalisateur
- 1924 : Madame Sans-Gêne de Léonce Perret